# Gareth Marriott
Gareth John Marriott (Mansfield, 14 luglio 1970) è un ex canoista britannico.

## Palmarès

### Olimpiadi
- 1 medaglia:
  - 1 argento (Barcellona 1992 nel C-1)

### Mondiali
- 3 medaglie:
  - 1 argento (Mezzanna 1993 nel C-1 a squadre)
  - 2 bronzi (Tacen 1991 nel C-1 a squadre; Três Coroas 1997 nel C-1)